# Czesław Nantel

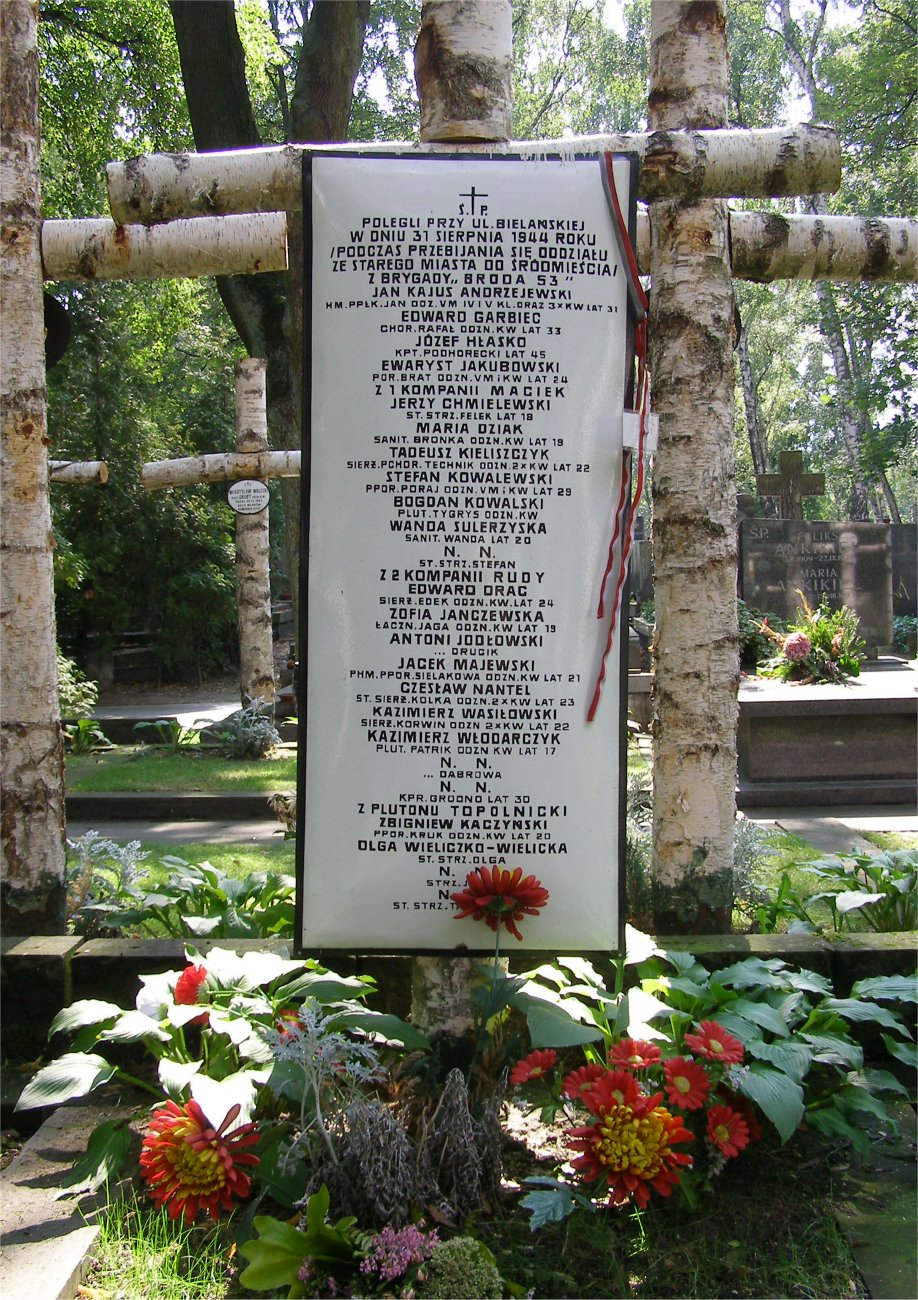
Powązki Wojskowe – polegli przy ul. Bielańskiej 31 sierpnia 1944

Czesław Nantel ps. Kolka (ur. 11 kwietnia 1921, zm. 31 sierpnia 1944 w Warszawie) – starszy sierżant, uczestnik powstania warszawskiego jako dowódca II plutonu „Alek” w 2. kompanii „Rudy” batalionu „Zośka”.

## Życiorys
Podczas niemieckiej okupacji działał w polskim podziemiu zbrojnym. W grupie II minerów pod dowództwem Leonarda Pecyny ps. Lolek, brał udział w akcji wykolejenia niemieckiego pociągu na odcinku Tłuszcz-Urle.
W powstaniu warszawskim walczył ze swoim oddziałem na Woli i Starym Mieście.
5. dnia powstania warszawskiego 1944 uczestniczył w zdobyciu „Gęsiówki”. Zginął w nocy 31 sierpnia przy ul. Bielańskiej, podczas próby przebicia ze Starówki do Śródmieścia. Miał 23 lata. Polegli wtedy także m.in.: Józef Hłasko, Jan Kajus Andrzejewski, Ewaryst Jakubowski, Stefan Kowalewski.
Czesław Nantel został dwukrotnie odznaczony Krzyżem Walecznych.